# Tragarz puchu (film 1983)
Tragarz puchu – polski film telewizyjny z 1983 roku w reżyserii Stefana Szlachtycza.

## Opis fabuły
Podczas okupacji Dalek, mężczyzna zbiegły z getta warszawskiego znajduje schronienie u Jadwigi, samotnej kobiety. Wkrótce sprowadza swoją ciężarną żonę Frydę, którą przedstawia jako młodszą siostrę. Między kobietami narasta konflikt o mężczyznę. Fryda ujawnia, kim jest, i wraca go getta, a za nią Dalek.

## Obsada
- Krzysztof Gosztyła – jako Dalek
- Elżbieta Kijowska – jako Jadwiga
- Ewa Sałacka – jako Fryda, żona Dalka